# Amphiceratodon
Amphiceratodon là một chi bọ cánh cứng thuộc họ Scarabaeidae.

## Phân loại
- Amphiceratodon argonautes
- Amphiceratodon arrowi
- Amphiceratodon capensis
- Amphiceratodon karooensis